# Air Sinai
Air Sinai (en árabe: سيناء للطيران‎) es una aerolínea con base en El Cairo, Egipto. Opera vuelos en alquiler con tripulación de EgyptAir.

## Historia
La aerolínea se fundó en 1982 para efectuar vuelos regulares entre Egipto e Israel (en las rutas anteriormente operadas por Nefertiti Aviation), que por razones políticas no podían ser efectuados por su compañía matriz EgyptAir. Los vuelos comenzaron utilizando un Boeing 737-200 alquilado por EgyptAir y con vuelos a destinos turísticos. A comienzos de los 80, se utilizó también un Fokker F27 Friendship en estos vuelos.
Air Sinai cesó sus operaciones como aerolínea propia en 2002 y comenzó a volar como filial de su compañía madre, EgyptAir.

## Destinos
Air Sinai efectúa las siguientes rutas para EgyptAir:
- El Cairo (Aeropuerto Internacional de El Cairo) - Tel Aviv (Aeropuerto Internacional Ben Gurión)

## Flota
La flota de Air Sinai consiste de los siguientes aviones (en diciembre de 2020):
- 2 Airbus A220-300 (operado por EgyptAir)

Egypt Air también utiliza sus otros A220-300 para cubrir las necesidades de Air Sinai.